# Stadio Guido Biondi
Das Stadio Comunale Guido Biondi ist das städtische Fußballstadion der italienischen Stadt Lanciano, Provinz Chieti in den Abruzzen. Die Anlage bietet 5.334 Plätze (976 davon auf der Haupttribüne überdacht) sowie 38 Presse- und 35 Behindertenplätze. Das Spielfeld umgibt eine Radrennbahn. Benannt ist die 1961 eingeweihte Spielstätte nach dem Fußballspieler Guido Biondi (1952–1999), der in Lanciano geboren wurde.
Nachdem die SS Virtus Lanciano 2012 erstmals in die Serie B aufgestiegen ist, wird das Stadion für die Anforderungen der zweiten Liga für 500.000 Euro renoviert (u. a. Sicherheitstechnik) und auf 10.000 Plätze erweitert. Falls die Arbeiten bis Saisonbeginn 2012/13 nicht fertiggestellt werden können, ist für die Anfangszeit ein Umzug in das etwa 50 Kilometer entfernte Stadio Adriatico nach Pescara im Gespräch. In Zukunft ist der Bau eines neuen Stadions mit 15.000 Plätzen geplant, welches aber nicht vor 2014 gebaut werden wird.

## Länderspiele
Im Mai 2004 trafen die italienische und die polnische U-21-Männer-Fußballnationalmannschaft zu einem Spiel in Lanciano zusammen.
- 10. Mai 2004:  Italien –  Polen 3:1